# Jardin botanique de Berne
Le jardin botanique de Berne, appelé en allemand Botanischer Garten Bern (BOGA), est le jardin botanique de l'université de la ville de Berne en Suisse.

## Histoire
Le premier jardin botanique dans la ville de Berne voit le jour en 1789 au numéro 110 de la Langmauerweg et y restera jusqu'en 1815. En parallèle, un second jardin est créé dans la cour de l'actuelle bibliothèque de ville. En 1862, ce dernier est déménagé jusqu'à son emplacement actuel dans le quartier du Marzili.
Le jardin botanique de Berne s'étend sur une superficie d'environ deux hectares. Il comprend sept serres et environ 6 000 espèces de plantes. Parmi ses particularités se trouvent un jardin alpin qui présente un vaste choix de plantes alpines de Suisse, d'Asie et d'Amérique du Nord ou le Palmenhaus qui contient différentes cultures tropicales humides de la forêt tropicale.
L'ensemble du jardin botanique est inscrit comme biens culturels suisses d'importance nationale.

## Sources
- (de) Cet article est partiellement ou en totalité issu de l’article de Wikipédia en allemand intitulé « Botanischer Garten Bern » (voir la liste des auteurs).